# Kakkaragolla, Davanagere
Kakkaragolla là một làng thuộc tehsil Davanagere, huyện Davanagere, bang Karnataka, Ấn Độ.